# Anaspis eversi
Anaspis eversi es una especie de coleóptero de la familia Scraptiidae.

## Distribución geográfica
Habita en las islas Canarias (España).